# Acanthochromis polyacanthus
Acanthochromis polyacanthus, jedina vrsta riba u rodu Acanthochromis, porodica Pomacentridae (češljoustke). Živi u zapadnom Pacifiku po koraljnim grebenima Indonezije i Filipina pa sve do sjeveroistočne Australije i Melanezije, na dubinama od jednog pa do 65 metara, najčešće od 4 - 20 metara. 
Naraste do 14 centimetara, monogamne su, jaja pridnena, čuvaju ih mužjaci.
U trgovini je nezanimljiva pa nema ni trgovačkog naziva, ali postoji FAO naziv za nju, to je Spiny chromis, a postoji i nekoliko lokalnih naziva za nju: bombin i kepal laut jalur kod Malajaca i palata kod Tagbanua na Filipinima. A. polyacanthus ima i druge sinonimne nazive:	
- Dascyllus polyacanthus Bleeker, 1855
- Homalogrystes guntheri Alleyne & Macleay, 1877
- Heptadecanthus longicaudis Alleyne & Macleay, 1877
- Heptadecanthus brevipinnis De Vis, 1885
- Heptadecanthus maculosus De Vis, 1885
- Abudefduf jordani Seale, 1906
- Chromis desmostigma Fowler & Bean, 1928 [1]